# 李茂英
李茂英（1582年—？年），字君秀，號淮南，南直隸揚州府寶應縣人，軍籍，明朝官員。

## 生平
萬曆三十七年（1609年）己酉應天府鄉試第四十七名舉人，萬曆三十八年庚戌科會試二百五十五名，第三甲第一百六十四名進士。都察院觀政，授江西分宜縣知縣，四十一年調繁清江縣，四十三年本省同考，四十四年陞順德府同知，四十六年浙江同考。。擢刑部员外郎，升刑部郎中，天启二年八月升通政使司右参议，转左参议，四年三月升右通政。

## 家族
曾祖李鉞；祖李棟；父李乘夏，贈文林郎清江知縣；母郭氏（贈孺人）。永感下。兄茂華（庠生）；茂芳。子旉先；達先；藻先；植先。